# 布兰德舍赫尔县

布兰德舍赫尔县（红色）在北方邦的位置

布兰德舍赫尔县（英語：Bulandshahr District）为印度北方邦密鲁特专区县份，地处恒河与亚穆纳河二河之间；行政中心驻布兰德舍赫尔。根据2011年的人口普查，布兰德舍赫尔县的人口为 3,499,171，這大致相当于立陶宛或美国康涅狄格州的人口。